# Melodinus angustifolius
Melodinus angustifolius är en oleanderväxtart som beskrevs av Bunzo Hayata. Melodinus angustifolius ingår i släktet Melodinus och familjen oleanderväxter. Inga underarter finns listade i Catalogue of Life.